# Gli infiltrati
Gli infiltrati (The Mod Squad) è un film del 1999 diretto da Scott Silver, liberamente tratto dalla serie televisiva Mod Squad, i ragazzi di Greer, andata in onda dal 1968 al 1973, e di cui due degli attori protagonisti figurano nella pellicola in due cammei.

## Trama
A tre delinquenti, Julie, Peter e Lincoln, per evitare il carcere, viene offerta la possibilità di far parte della Mod Squad e di infiltrarsi tra le gang dei bassifondi di Los Angeles, allo scopo di debellare la violenza e la criminalità dilagante.